# Pic de l’Angonella
Pic de l’Angonella – szczyt górski w Pirenejach Wschodnich. Administracyjnie położony jest na granicy Andory (parafia Ordino) z Francją (departament Ariège). Wznosi się na wysokość 2815 m n.p.m.
Na północny wschód od Pic de l’Angonella usytuowany jest szczyt Pic de Catavardis (2805 m n.p.m.), na południowy zachód Pic del Pla de l’Estany (2815 m n.p.m.), natomiast na południe położony jest Pic de les Fonts (2749 m n.p.m.). Na południowy wschód od szczytu swoje źródła ma strumień Riu l’Angonella.